# Johnson River (Tanana River)
Der Johnson River ist ein 39 Kilometer langer linker Nebenfluss des Tanana Rivers im Interior des US-Bundesstaats Alaska.

## Verlauf
Der Johnsons River gehört zum Flusssystem des Yukon.
Er entspringt dem Johnson-Gletscher in der nördlichen Alaskakette, fließt nordwärts und mündet 63 Kilometer südöstlich von Delta Junction in den Tanana River. Kurz vor der Mündung überquert der Alaska Highway den Fluss.

## Name
Der Johnson River wurde in den 1880er Jahren von Lieutenant Henry Tureman Allen nach Peder Johnson, einem schwedischen Bergmann und Mitglied seiner Expedition, benannt.